# Diarquía

Daniel Ortega y Rosario Murillo, actuales copresidentes de Nicaragua.

Diarquía (del griego δι- / δύο  "dos" y ἄρχω "gobernar") es una forma de gobierno en la cual dos personas, en este caso los diarcas, están al frente del Estado. En la mayoría de los casos, pero no en todos, los diarcas ejercen este poder de por vida y legan el mismo a sus herederos.
La diarquía ha existido en muchas sociedades a lo largo de la historia: Esparta, Roma, Cartago y algunas tribus centroeuropeas de comienzos de nuestra era en Dacia y Germania, por ejemplo. También se la ha registrado en varias comunidades de Polinesia. 
Uno de los ejemplos más notables de diarquía es el del Imperio Inca, cuya estructura sociopolítica se basaba en parcialidades o mitades (los antropólogos emplean la expresión francesa moitiés) denominadas Hanan (alto) y Hurin (bajo) con incumbencias y prestigio diferenciados.
En la actualidad, diarquía se usa para designar cualquier sistema político con dos personas a cargo del poder. En este sentido, un sistema semipresidencialista podría ser considerado una diarquía. 
Ejemplos modernos de diarquía son el Principado de Andorra, cuyos gobernantes (llamados Copríncipes) son el Presidente de Francia y el Obispo de Urgel; la República de San Marino, gobernada en forma colegiada por dos Capitanes Regentes, y el Reino de Suazilandia, cuyas cabezas de Estado son el Rey y su madre. El gobierno de Irlanda del Norte es, en cierta manera, una diarquía, ya que de conformidad con el Acuerdo de Viernes Santo, los dos partidos principales gobiernan de manera conjunta, por su parte, la República de Nicaragua está gobernada por dos copresidentes a partir de 2025.

## Diarquía en la antigüedad

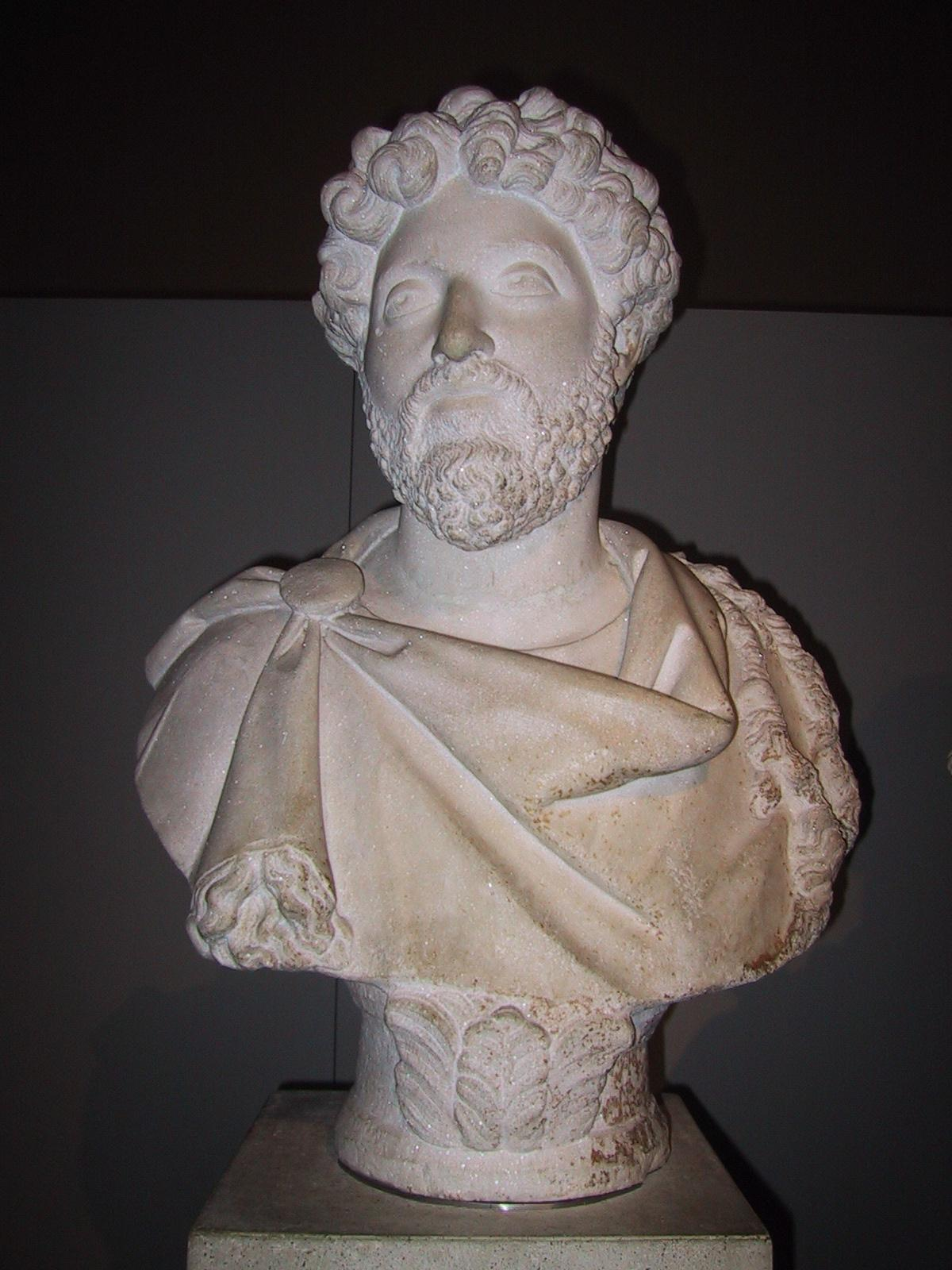
Busto de Marco Aurelio.

En la antigua Esparta hubo un ejemplo de diarquía cuando reinaron juntos los Agíadas y los Euripóntidas.
En Roma, la primera diarquía citada por los historiadores se produjo desde los primeros años de la fundación de la ciudad. La diarquía de Rómulo y Tito Tacio, instaurada tras la guerra de Roma con los sabinos que siguió al famoso Rapto de las sabinas, se prolongó hasta el momento en el que una familia enemiga mató a Tacio y Rómulo no intervino ni en su defensa ni para vengar a su compañero.
Al instaurarse la República Romana, se confió el poder a dos cónsules que se alternaban al frente del gobierno y del ejército. 
A pesar de que la teoría hablaba de paridad de dignidades y de derechos, el poder diárquico no siempre se gestionaba del modo previsto. Un famoso caso de mayor influencia de un diarca sobre el otro es el de Julio César, cuyo «carisma» en 59 a. C. fue excesivo para su compañero Marco Calpurnio Bíbulo que no luchó, refugiándose en su casa. Se habló entonces, irónicamente, del consulado de Julio  y  César.

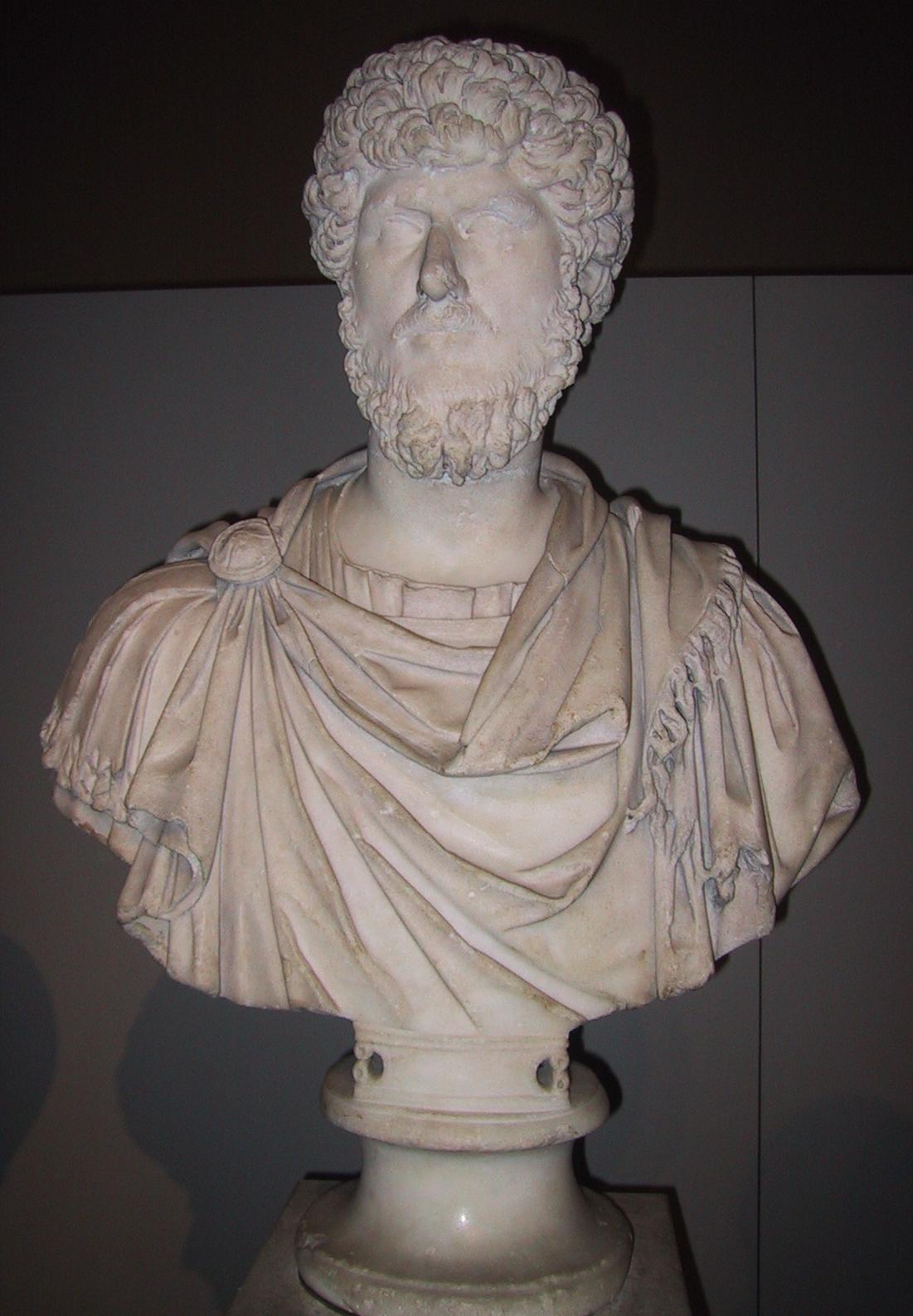
Busto de Lucio Vero.

El gobierno diárquico se dio también en el periodo imperial con las figuras de Marco Aurelio y Lucio Vero. Esto no debe confundirse con la división de los poderes imperiales implantada por Diocleciano (llamada tetrarquía = cuatro mandos), cuando la gestión del muy vasto Imperio romano se dividió entre el Imperio romano de Oriente y el Imperio romano de Occidente y cada imperio contaba con un «Augusto» y un «César». En este caso, no se compartía la gestión del poder supremo dentro de cada uno de los dos imperios.
En el bajo imperio bizantino se dieron algunos casos de asociación en la más alta magistratura, como Constantino VII Porfirogenito y Romano I Lecapeno, a pesar de que probablemente se trataba de un modo de sortear las leyes dinásticas sin provocar la muerte del desposeído.
Otras diarquías institucionalizadas fueron los «cónsules» y los «capitanes del pueblo» de la República de Génova medieval y, en nuestros días, los copríncipes de Andorra o los Capitanes Regentes de la Serenísima República de San Marino.

## Formación
En general, las diarquías se forman cuando ningún poder consigue imponerse a los demás y los dos contendientes más fuertes se unen para la gestión. Por ejemplo, se observa la diarquía Emperador-Iglesia en casi toda la historia del Imperio bizantino. El poder de veto del Patriarca de la Iglesia bizantina ante los mandatos del emperador, en general bastante débiles en el terreno político, detuvo todos los intentos imperiales para conseguir aliados en Occidente contra los árabes primero y contra los turcos selyúcidas después, que hubieran requerido la reunificación de la Iglesia ortodoxa con la Iglesia católica, y que hubiera terminado con la influencia del Patriarcado de Bizancio.
En la Edad Media europea se puede observar un intento diarquizante en la Lucha de las Investiduras. También en este caso, el poder se gestionó durante mucho tiempo desde dos centros: el emperador del Sacro Imperio Romano y el Papa, hasta la definición del principio ”Cuius regio, eius religio” que consiguió (durante un tiempo) decidir cuál de los diarcas tenía que imponerse y sobre qué bases teóricas o políticas.
El término diarquía se usó asimismo en referencia al régimen fascista, al adquirir Benito Mussolini algunas prerrogativas que anteriormente competían al rey.[cita requerida]